# Erica pillarkopensis
Erica pillarkopensis är en ljungväxtart som beskrevs av Ha. Baker. Erica pillarkopensis ingår i släktet klockljungssläktet, och familjen ljungväxter. Inga underarter finns listade i Catalogue of Life.